# Великий Ключ
Великий Ключ (рос. Большой Ключ, марій. Шым Памаш) — присілок у складі Сернурського району Марій Ел, Росія. Входить до складу Чендемеровського сільського поселення.

## Населення
Населення — 37 осіб (2010; 36 у 2002).
Національний склад (станом на 2002 рік):
- марі — 100 %